# مين بيونغ داي
مين بيونغ داي مواليد 20 فبراير 1918 في شبه الجزيرة الكورية - الوفاة 04 يناير 1983 في سول، هو لاعب كرة قدم كوري جنوبي كان يلعب في مركز الدفاع. سبق له أن لعب في كأس العالم لكرة القدم مع منتخب بلاده. شارك في دورة الألعاب الأولمبية الصيفية عام 1948 ودورة الألعاب الآسيوية عام 1954.

## روابط خارجية
- مين بيونغ داي على موقع الاتحاد الدولي (مؤرشف)  (الإنجليزية)
- مين بيونغ داي على موقع قاعدة بيانات كرة القدم.إي يو (الإنجليزية)
- مين بيونغ داي على موقع ناشيونال فوتبول تيمز (الإنجليزية)
- مين بيونغ داي على موقع Soccerway.com (الإنجليزية)
- مين بيونغ داي على موقع عالم كرة القدم.نت (الإنجليزية)
- مين بيونغ داي على موقع أوليمبيديا (الإنجليزية)